# IEYASU
IEYASU株式会社（英: IEYASU,Inc.）は、無料のクラウド勤怠管理システム『HRMOS勤怠 by IEYASU』や、SES会社のためのクラウド勤怠・契約・請求システム『HRMOS契約・請求 by IEYASU』等を提供する情報システム会社である。

## 概要
2016年7月に『「勤怠」から「日本の働き方」を変える』という企業理念のもとに設立。同年に無料のクラウド勤怠管理システム『IEYASU』をリリースし、2017年には経済産業省推進事業の「IT導入支援事業者」に認定された。勤怠管理システムに続けて、クラウド日報管理システム『IEYASU日報管理』、Web給与明細システム『IEYASU給与明細』をリリース。さらに勤怠管理システムから派生して、SES企業を対象とした契約・請求管理システム『IEYASU契約・請求管理』リリースし、「勤怠管理」から「契約情報の登録」「出退勤データからの請求書自動生成」までを一貫したシステムを提供している。2020年4月に株式会社ダイヤモンド社が運営するクラウドサービス紹介メディア「ダイヤモンド働き方研究所」の『おすすめ勤怠管理サービスベスト17・完全マップ』において、ユーザー評価ランキング1位、総合ランキング3位として紹介された。
2021年11月1日に株式会社ビズリーチがIEYASU株式会社の株式の80.1%を取得し子会社化。2022年2月14日をもって、提供しているサービスの名称を変更した（HRMOS勤怠 by IEYASU）。

## 主な提供サービス
- 無料クラウド勤怠管理システム『HRMOS勤怠 by IEYASU』
- 無料のクラウド日報管理システム『HRMOS日報 by IEYASU』
- 無料のWeb給与明細システム『HRMOS給与明細 by IEYASU』
- SES会社・人材派遣会社のためのクラウド勤怠・契約・請求システム『HRMOS契約・請求 by IEYASU』
- IEYASU助成金診断サービス
- 勤怠から日本の働き方を変える人事労務メディア「勤怠打刻ファースト」運営

## 沿革
- 2016年
  - 7月 - IEYASU株式会社設立
  - 9月 - 無料クラウド勤怠管理システム『IEYASU』のICカード打刻(iOS版)をリリース
  - 11月 - 無料クラウド勤怠管理システム『IEYASU』がクラウドサービス100選(2017年版)に掲載
- 2017年
  - 2月 - 無料のWeb給与明細システム『IEYASU給与明細』をリリース
  - 3月 - 無料クラウド勤怠管理システム『IEYASU』が経済産業省推進事業の「IT導入支援事業者」に認定
  - 4月 - 広告非表示やサポートを充実した有料プランの提供を開始
  - 5月 - 【新機能追加】残業時間（36協定）アラート・申請ワークフロー機能
  - 8月 - 「よくあるご質問」をまとめたQ&Aサイト新規開設
  - 9月 - 無料セミナーを初開催（初期設定、最新の助成金動向＆申請ポイント）
  - 10月 - 利用者向けiPhoneアプリをリリース
  - 11月 - 【新機能追加】日次勤怠グラフ表示機能
- 2018年
  - 1月 - 利用者向けAndroidアプリをリリース
  - 2月 - 株式会社マミーゴー、株式会社社食コレクション代表取締役と共に「新しい働き方」セミナー開催
  - 4月 - 【新機能追加】「勤怠管理者」「給与管理者」2つの権限に分割
  - 5月 - 【新機能追加】「業務(プロジェクト)別」に集計できる「業務割合」機能
  - 6月 - SES会社のためのクラウド勤怠・契約・請求システム『IEYASU契約・請求』をリリース
  - 8月 - 【連携】給与即日払いサービスを提供する株式会社ペイミーと連携
  - 10月 - 助成金診断サービスを開始
- 2019年
  - 3月 - 【連携】ATM利用可能な給与前払いサービス『CYURICA』と連携
  - 5月 - 医師/産業医の石川陽平と共に「従業員の残業・メンタルヘルス問題」に関するセミナー開催
  - 6月 - 【API連携】人事労務ソフト『SmartHR』とのAPI連携を開始
  - 6月 - クラウド型勤怠管理システム『IEYASU Powered by FORVAL』を株式会社フォーバルがリリース
  - 7月 - 【API連携】人事労務ソフト『freee』とのAPI連携を開始
  - 10月 - 【API連携】給与計算ソフト『マネーフォワード クラウド給与』とのAPI連携を開始
  - 10月 - 経済産業省より情報処理支援機関（スマートSMEサポーター）に認定される
  - 11月 - イベント『奉行クラウドフォーラム2019』のAPI連携ブースに出展
  - 12月 - BS11『耳より！Bizトレンド』にてメディア掲載
  - 12月 - TRIPORT株式会社、ファイナンシャルプランナー小原都世和と共に「人手不足時代における退職金制度＆人事労務セミナー」開催
- 2020年
  - 1月 - 【新機能追加】「IEYASU契約・請求」に請求書のメール一括送信機能と取引先での勤怠承認の制御機能を追加実装
  - 1月 - freee株式会社との共同開催「人事マスタと給与計算から広がるクラウド型HR業務セミナー」を開催
  - 2月 - パーソルイノベーション株式会社との共同開催「中小企業の残業上限規制適用徹底解説セミナー」開催
  - 3月 - 株式会社TECODesignと業務提携、導入作業をすべて代行するサポートコースを提供
  - 3月 - 【新機能追加】「LINE打刻」機能をリリース
  - 4月 - 株式会社ダイヤモンド社「ダイヤモンド働き方研究所」の『おすすめ勤怠管理サービスベスト17・完全マップ』にユーザー評価1位にて掲載[2]。
  - 4月 - 【新機能追加】「slack打刻」機能をリリース
  - 6月 - 医師/産業医の石川陽平と共に「Withコロナ時代の働き方・テレワークの課題を解決」に関するセミナー開催
  - 6月 - 株式会社TECODesignとの共同開催「「士業 X」へのアップデート〜士業事務所はデジタル新時代へ〜」を開催
  - 6月 - 株式会社フォーバルとの共同開催「先の見えぬウィズコロナ時代をどう生きるか？」セミナーを開催
  - 7月 - 【新機能追加】「勤怠エラーレポート」機能をリリース
  - 7月 - 【API連携】前払給与サービス『enigma pay』とAPI連携
  - 9月 - 【新機能追加】「IEYASU契約・請求」に「フリーランス向け源泉徴収対応」等の新機能6つが追加
  - 11月 - 【新機能追加】「IEYASU契約・請求」に「フリーランス向け請求書作成・承認機能」を追加
  - 12月 - 【新機能追加】「子の看護・介護休暇の時間単位取得」機能をリリース
- 2021年
  - 1月 - 【新機能追加】「LINE WORKS打刻」機能をリリース
  - 3月 - 「LINE WORKS」を提供するワークスモバイルジャパン株式会社が主催するオンラインセミナー「春のソリューション祭り」へ登壇[3]。
  - 3月 - 【新機能追加】SAML認証によるシングルサインオンに対応
  - 3月 - 【新機能追加】「QRコード打刻」機能をリリース
  - 4月 - 【新機能追加】「勤務実績（出勤率）に応じた有給休暇の自動付与」機能をリリース
  - 8月 - 株式会社TECO Designが主催するオンライン展示会「CLOUD STATIONオンライン」へ出展[4]。
  - 11月 - 株式会社ビズリーチがIEYASU株式会社の株式の80.1％を取得し子会社化[5]。
- 2022年
  - 2月 - IEYASU勤怠管理が「HRMOS勤怠 by IEYASU」へ変更
  - 2月 - IEYASU日報管理が「HRMOS日報 by IEYASU」へ変更
  - 2月 - IEYASU給与明細が「HRMOS給与明細 by IEYASU」へ変更
  - 2月 - IEYASU契約・請求が「HRMOS契約・請求 by IEYASU」へ変更
  - 4月 -  【新機能追加】「有給休暇管理レポート」をリリース
  - 5月 -  【新機能追加】「共有タブレット打刻」機能をリリース
  - 8月 -  無料のWeb年末調整システム『HRMOS年末調整 by IEYASU』をリリース
- 2023年
  - 1月 - 【新機能追加】「打刻区分」機能をリリース
  - 3月 - 【新機能追加】「拠点打刻」機能をリリース
  - 4月 - 【新機能追加】「ピットタッチ打刻」機能をリリース
  - 9月 -  ワークフローシステム『HRMOS稟議 by IEYASU』をリリース
  - 11月 - イージーソフト株式会社が提供する経費精算システム「HRMOS経費」とのマスター連携機能をリリース
  - 12月 - 【新機能追加】「自由シフト」機能をリリース
- 2024年
  - 1月 - 株式会社ビズリーチが提供する人財活用システム「HRMOSタレントマネジメント」とのマスター連携機能をリリース